# Emmanuel de Las Cases

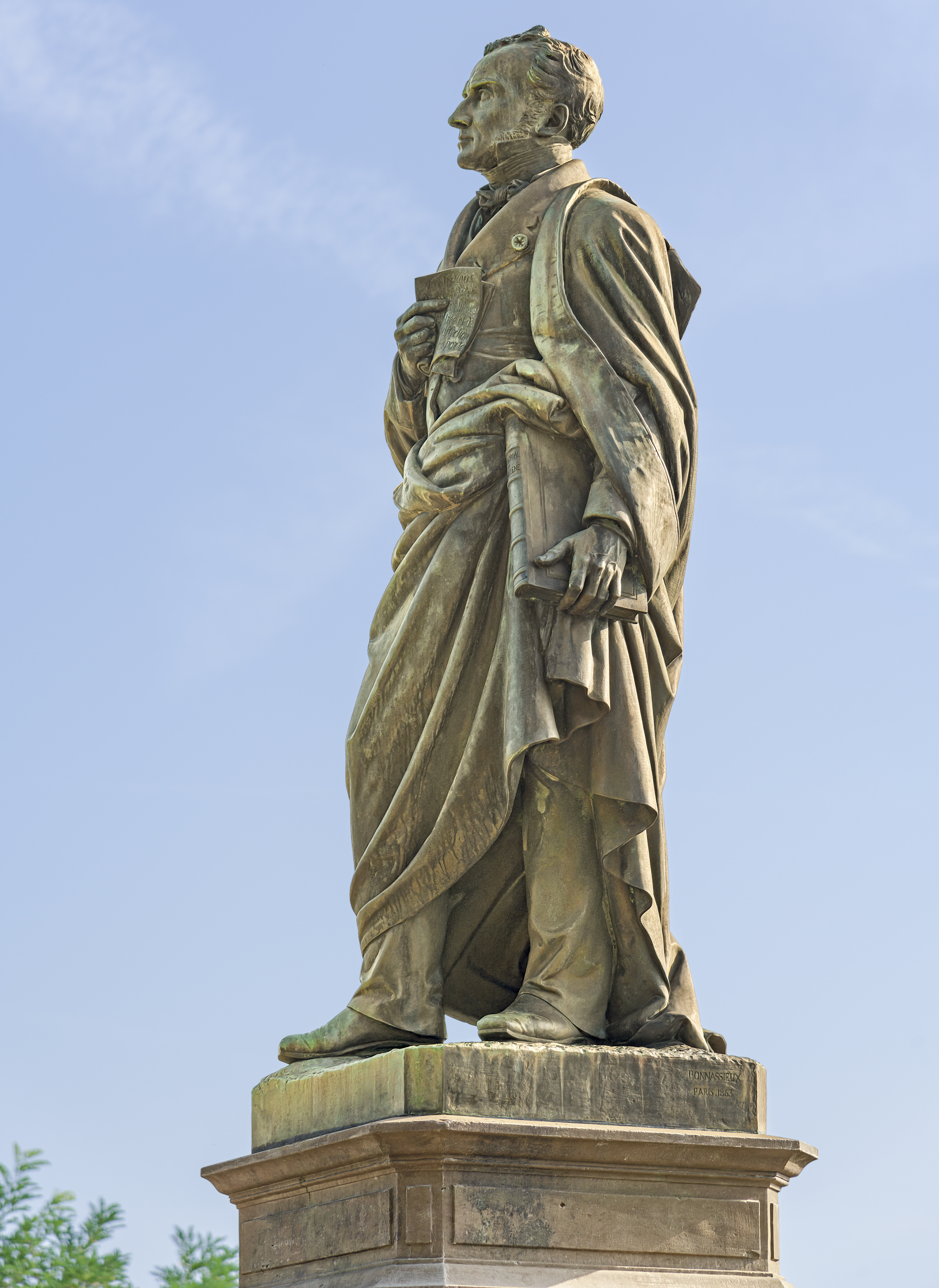
standbeeld van Emmanuel de Las Cases in Lavaur

Emmanuel Augustin Dieudonné Joseph markies (later graaf) de Las Cases (kasteel van Las Cases bij Blan, 21 juni 1766 -  Passy - nu een deel van Parijs, 15 mei 1842) was een Frans marineofficier, hoveling, schrijver en politicus. 
Hij is vooral bekend om zijn Mémorial de Sainte-Hélène, een boek over de tijd die hij met Napoleon op Sint-Helena doorbracht. 

## Leven
Las Cases kwam uit een adellijke familie. Zijn vader was officier en pleegde zelfmoord als gevolg van een oorlogswonde. 
Hij volgde een militaire opleiding en ging naar de marine. Tijdens de Amerikaanse Onafhankelijkheidsoorlog nam hij deel aan de strijd van de Franse vloot. 
In 1789 was hij een van de vele adellijke émigrés die Frankrijk verlieten vanwege de Franse Revolutie. Hij bracht de volgende jaren door in Duitsland en Engeland. Hij nam in 1795 deel aan de rampzalige expeditie van royalisten naar het schiereiland Quiberon, die uitliep op een mislukking waarbij veel krijgsgevangenen door de republikeinen gefusilleerd werden. Als een van de weinige overlevenden keerde hij terug naar Londen, waar hij in armoede leefde tot hij privéleraar werd.
In 1801 publiceerde hij in Londen onder het pseudoniem A. Lesage de eerste - Engelse  - editie van een grote historische atlas, die onmiddellijk een groot succes bleek. 
Na de Vrede van Amiens keerde hij naar Frankrijk terug, waar hij in 1803 en 1804 de Franse versie van zijn atlas uitgaf met als titel Atlas historique, généalogique, chronologique et géographique de A. Lesage. De atlas zou later nog meermalen aangevuld worden herdrukt en leverde de auteur veel geld op. 
Las Cases steunde nadien Napoleon, die hem in 1810 tot zijn kamerheer benoemde en hem tot graaf verhief (zijn oude titel van markies was door de revolutie niet langer geldig). Toen Napoleon in 1814 voor het eerst troonsafstand deed, ging Las Cases naar Engeland, maar hij keerde het jaar daarop terug bij het begin van de Honderd Dagen en trad opnieuw in dienst aan het hof van de keizer. 
Na Napoleons tweede abdicatie volgde hij hem naar Rochefort, waar de ex-keizer probeerde in te schepen voor Amerika. Toen dat niet lukte, drong Las Cases aan dat hij zich aan de Britten zou overgeven. Omdat hij de Engelsen goed kende en hun taal sprak, ging hij onderhandelen met de kapitein van het Britse oorlogsschip Bellerophon, dat voor de kust patrouilleerde. Als gevolg daarvan scheepte Napoleon zich met zijn gevolg daarop in op de Bellerophon, in de veronderstelling dat hij in Engeland welkom zou zijn. Maar hij werd kort daarop met een ander Brits schip als een gevangene naar een afgelegen eiland gevoerd, zonder een voet op Britse bodem te kunnen zetten. Las Cases zou later soms verweten worden daarvoor verantwoordelijk te zijn. 
Las Cases volgde Napoleon uit eigen beweging naar zijn ballingsoord Sint-Helena, waar hij optrad als zijn secretaris. In november 1816 werd hij gearresteerd en van het eiland weggezonden op bevel van de Britse gouverneur Sir Hudson Lowe.  Dat gebeurde nadat hij geprobeerd had brieven van het eiland weg te smokkelen. Sommigen hebben gemeend dat Las Cases zich bewust heeft laten betrappen om Sint-Helena te kunnen verlaten.  
Doordat hij door zijn banden met de vroegere keizer niet meer in Frankrijk welkom was, verbleef hij een tijd in Brussel en op het kasteel van Sohan bij Pepinster. Pas na de dood van Napoleon (1821) mocht hij zich in Parijs vestigen.  
De publicatie van zijn Mémorial maakte hem beroemd en rijk. Van 1831 tot zijn dood in 1842 was Las Cases lid van de Franse Kamer van afgevaardigden. 
Toen een Frans oorlogsschip in 1840 het stoffelijk overschot van Napoleon op Sint-Helena weghaalde, ging zijn zoon mee. Hijzelf was toen te oud en te ziek voor zo'n reis .

## HetMémorial de Sainte-Hélène
Het Mémorial de Sainte-Hélène is een relaas over de tijd die Las Cases met Napoleon doorbracht in de vorm van een dagboek. Het begint op 20 juli 1815, twee dagen na de Slag bij Waterloo, en beslaat 18 maanden, tot het vertrek van de auteur uit Sint-Helena. De Britse overheid nam zijn aantekeningen toen in beslag, wellicht omdat ze veel kritiek bevatten op de manier waarop Napoleon door Lowe werd behandeld.  Las Cases kreeg ze pas na Napoleons dood in 1821 terug en heeft ze op het kasteel van Sohan bewerkt.
Het grootste deel van het Mémorial bestaat uit bijna dagelijkse gesprekken met Napoleon waarin deze vertelt over zijn jeugd en zijn voorbije loopbaan, zijn opinie geeft over de Franse Revolutie en andere onderwerpen, maar vooral zijn eigen politiek probeert te rechtvaardigen. Op die wijze vormt het werk een soort memoires van Napoleon, en dat was ook de bedoeling. 
Het Mémorial heeft dan ook sterk bijgedragen aan de legendevorming rond de keizer. Voor de bonapartisten was het een waar evangelie, waarin ze inspiratie vonden voor hun eigen politiek programma. 
Het zeer omvangrijke werk - de oorspronkelijke uitgave telde acht boekdelen met samen zo'n 2000 pagina's - was jarenlang een bestseller. De eerste editie was in minder dan een jaar uitverkocht. Het werd snel in diverse talen vertaald en er volgden talrijke heruitgaven. Nog in 2021, tweehonderd jaar na Napoleons dood, verscheen een luxe-uitgave in de befaamde Bibliothèque de la Pléiade.
- Bibsys: 99034999
- Biblioteca Nacional de España: XX1338353
- Bibliothèque nationale de France: cb119111802 (data)
- Catàleg d'autoritats de noms i títols de Catalunya: 981058519035006706
- CiNii: DA01836101
- Gemeinsame Normdatei: 11913554X
- International Standard Name Identifier: 0000 0001 2125 8084
- Library of Congress Control Number: n87815741
- Nationale Bibliotheek van Letland: 000247241
- Base Léonore: LH//1489/83
- Bibliotheek van het Japanse parlement: 00551557
- Nationale Bibliotheek van Tsjechië: jx20040923020
- Nationale bibliotheek van Australië: 35292415
- Nationale Bibliotheek van Israël: 987007264351205171
- Nationale en Universitaire bibliotheek Zagreb: 000675490
- Nederlandse Thesaurus van Auteursnamen: 068377096
- Réseau des bibliothèques de Suisse occidentale: 02-A000102742
- Istituto Centrale per il Catalogo Unico: RAVV053070
- LIBRIS: 70145
- SNAC: w66m4565
- Système universitaire de documentation: 026967367
- Trove: 900349
- Virtual International Authority File: 29536508
- WorldCat: E39PBJbCMFhqyvM93pRpryrg8C